# جوزو (ون بيس)
جوزو هو أحد شخصيات أنمي ومانغا ون بيس , و يعرف أيضا باسم دايموند جوزو و هذا يعني جوزو الالماس، و هو كابتن الفرقة الثالثة من قراصنة اللحية الييضاء , و هو أحد اقوى شخصيات ون بيس.

## البطاقة الشخصية
الاسم باليابانية  : ジ ョ ズ
الاسم بالأنجليزية       : Jozu
الاسم بالعربية        : جوزو
أول ظهور بالمانغا      : الفصل 234
أول ظهور بالأنمي       : الحلقة 151
الانتمائات          : قراصنة اللحية البيضاء
المهنة            : قرصان، قائد الفرقة الثالثة لقراصنة اللحية البيضاء
يوم الميلاد          : 11 نوفمبر
المكافأة           : 400.000.000  (سابقا)

## نبذة عنه
جوزو رجل ضخم جدا و طويل و واسع الصدر، و لديه عضلات كبيرة بشكل غير طبيعي (مثل جيسوس بورجس) و هو اسمر البشرة، و يرتيد درعا ضخما، و حجمه كبير مما يقارب ضعف حجم كروكودايل عندما كان واقفا امامه، ساقيه ليست كبيرة جدا مثل ذراعيه، و هو يرتدي ملابس مشابه لملابس المحاربين، و يوجد على كتفيه درعان كبيران، جوزو يمتلك شعر اسود اللون و شعره مقسم، أيضا لديه لحية مقسمة، و قد قطعت ذراعه اليمنى في حرب القمة 

و جوزو هو رجل هادئ قليل الكلام و دائما يعطي المعلومات لرفاقه، و هو لايرحم اعدائه كما تبين عندما قام بضرب كروكودايل ضربة قوية و كاد أن يضربه ضربة ثانية، و هو موالي جدا للاللحية البيضاء , و قد تعرض للتجمد من قبل الإدميرال أوكيجي لأنه كان قلق على اللحية البيضاء تماما مثل ماركو قائد الفرقة الأولى الذي تعرض لشعاع من الإدميرال كيزارو.

## قوته
جوزو هو قائد الفرقة الثالثة لقراصنة اللحية البيضاء، و قد كان في الطاقم منذ زمن غولد روجر , و يمكن لجوزو مواجهة الشيشيبوكاي و الإدميرالات و مساوتهم، و جوزو يمتلك قوة بدنية لا تصدق حيث أنه قام بحمل قطعة جليدية عملاقة بشكل كبير و رماها في المارينفورد و بهذا اثبت جوزو انه من اقوى شخصيات ون بيس، و على الرغم من ضخامة حجمه الكبير إلا انه يمتلك سرعة جيدة جدا، كما فعل عندما قام بضرب كروكودايل بسرعة مفاجئة مع الهاكي من نوع التصلب، و قوة تحمل جوزو قوية حيث ظهرت عندما تلقى عاصفة رملية قوية من قبل كروكودايل

أيضا جوزو يمتلك فاكهة الشيطان و هي فاكهة الالماس، و التي تمكن مستخدمها من تحويل جسده إلى إلماس، و هذا ادى إلى اطلاق عليه لقب «جوزو الإلماس» , و هي من نوع الباراميسيا الماسوني و هي التي تمكن الجسد من التصلح و إعادة الأجزاء المفقودة، حيث أن ذراعه قد عادت، و يمكن للماس اعطاء جوزو قوة هائلة جدا حيث تمكن من صد ضربة اقوى سياف بالعالم ميهوك , و الماس هو أحد اقوى المواد في عالم ون بيس مع البونغليف، و لديه العديد من التقنيات مثل:
- الشرير الجميل و هي تقنية يقوم بها جوزو بجعل ساعده إلى الماس و ضرب الخصم به بسرعة شديدة، و قد نفذها أول مرة ضد كروكودايل و قد سببت له اضرار كثيرة
- مفصل كابوشون و هي لكمة من جوزو بواسطة ذراعه اليمنى التي يحولها إلى ماس و هي لكمة قوية جدا
- تأثير التشتت و هي يقوم بتحويل كل جسده إلى اللماس و الهجوم بقوة كبيرة جدا لا تصدق

أيضا يمتلك جوزو الهاكي و الهاكي الخاص بجوزو هو هاكي التصلب، و قد ظهر ذلك عندما قام بضرب كروكودايل، و أيضا عندما قام بضرب الإدميرال أوكيجي و قد تبين ان اوكيجي كان ينزف بسبب تلك الضربة.

## ظهوره في ون بيس
قد ظهر جوزو أول مرة على متن سفينة اللحية البيضاء مع القائد ماركو عندما كان يتحدث روكستار من قراصنة الشعر الأحمر مع اللحية البيضاء حول بورتغاس دي إيس و ذلك كان في احداث جزيرة جايا

أيضا ظهر جوزو مرة أخرى مع ماركو أيضا بعد احداث إنيس لوبي (جزيرة العدالة) عندما اتى شانكس إلى اللحية البيضاء و قد قال جوزو لماركو بأن الهاكي الخاص بشانكس قوي جدا جدا.

## أحداث حرب القمة
ظهر جوزو في المارينفورد مع بقية قراصنة اللحية البيضاء و حلفائهم لأنقاذ إيس من حكم الإعدام، و قد كان جوزو مستعدا للقتال، و عندما قام الشيشيبوكاي ميهوك بأطلاق صدمة على اللحية البيضاء و قد قام جوزو بالتصدي لها و عكسها، و بعدها قام بتدمير الأرض الجليدية في المارين فورد و حمل قطهة كبيرة جدا منها و رميها على قوات البحرية لكن تمكن الإدميرال أكاينو من صهرها بواسطة الحمم

و بعد أن وصل الهاربين من سجن الإمبل داون مع لوفي، قام كروكودايل بشن هجوم على اللحية البيضاء لكن جوزو و بسرعة تصدى له و قام بضربه ضربة قوية جدا و هذا يدل على قوة هاكي جوزو 

و بعد بحظات توقف جوزو عن القتال و فجأة ظهر دوفلامنجو الشيشيبوكاي، و قد قام بالقفز على ظهر جوزو و التحكم به بسهولة و طلب من كروكودايل ان يكونان فريق، لكن كروكودايل رفض و قام بأطلاق عاصفة رملية عليهم، ثم قفز دوفلامنجو عاليا و طار جوزو بواسطة العاصفة الرملية، و بعدها صدم جوزو بسبب طعن سكوارد للحية البيضاء، و من ثم تمكن جوزو و بقية افراد الطاقم من الدخول إلى الساحة 

و عندما حاول أوكيجي قتل اللحية البيضاء أنقض عليه جوزو و قام بتكسير أوكيجي، و قد طلب من اللحية البيضاء التقدم و ترك أوكيجي له، و من ثم بدأ أوكيجي ينزف دما و تقاتل الاثنان و قد بدى و كأنهما متساويان

و بعد أن قام الإدميرال كيزارو بضرب ماركو بواسطة شعاع الليزر من الخلف، انتبه جوزو عليه مما ادى إلى تجمد يده بواسطة أوكيجي، و من ثم قام أوكيجي بتحول جوزو إلى قطعة جليدية بالكامل و ربح المعركة

و لاحقا بعد أن تم تحرير إيس، حمل جوزو من قبل زملائه و أوخذ إلى سفينة، و قد حمل بواسطة بلينهام قائد فرقة أخرى، و لم يشهد جوزو موت اللحية البيضاء و بورتغاس دي إيس.

## بعد الحرب
ظهر جوزو جنبا إلى جنب مع بقية قراصنة اللحية البيضاء في جنازة كل من إيس و اللحية البيضاء على جزيرة غير معروفة في العالم الجديد.

## معاركه
- قراصنة اللحية البيضاء و حلفائهم ضد قوات البحرية و الشيشيبوكاي (و منها):
- جوزو ضد مجموعة من العمالقة

تفاصيل عن المعركة : قام جوزو بحمل قطعة جليدية عملاقة و رميها على العمالقة و ماشة البحرية و لكن اذابها الإدميرال أكاينو

النتيجة : لم يفز أحد
- جوزو ضد كروكودايل

تفاصيل عن المعركة : حاول كروكودايل قتل اللحية البيضاء لكن جوزو قام بلكمه بقوة

النتيجة : فوز جوزو
- جوزو ضد كروكودايل ضد دوفلامنجو

تفاصيل المعركة : قام دوفلامنجو بالقفز على جوزو و التحكم به لكن كروكودايل قام بأطلاق عاصفة رملية عليهم فقفز دوفلامنجو و طار جوزو بالعاصفة

النتيجة : لم يفز أحد
- جوزو ضد الإدميرال أوكيجي

تفاصيل المعركة : قام جوزو بضرب أوكيجي لأنه حاول قتل اللحية البيضاء، و من ثم نشأت معركة قوية بينهم انتهت بتجمد جوزو بالكامل من قبل أوكيجي

النتيجة : فوز أوكيجي

## هوامش
جوزو و رورونوا زورو يتشاركان بنفس يوم الميلاد و هو 11 نوفمبر.